# 99e méridien est
En géographie, le 99e méridien est est le méridien joignant les points de la surface de la Terre dont la longitude est égale à 99° est.

## Géographie

### Dimensions
Comme tous les autres méridiens, la longueur du 99e méridien correspond à une demi-circonférence terrestre, soit 20 003,932 km. Au niveau de l'équateur, il est distant du méridien de Greenwich de 11 021 km,.
Avec le 81e méridien ouest, il forme un grand cercle passant par les pôles géographiques terrestres.

### Régions traversées
En commençant par le pôle Nord et descendant vers le sud au pôle Sud, Le 99e méridien est passe par:
| Coordonnées          | Pays, territoire ou mer | Notes |
| -------------------- | ----------------------- | --- |
| 90° 00′ N, 99° 00′ E | Océan Arctique          | |
| 80° 45′ N, 99° 00′ E | Mer des Laptev          | |
| 80° 03′ N, 99° 00′ E | Russie                  | Krai de Krasnoïarsk — île de la Révolution-d'Octobre, Terre du Nord |
| 78° 48′ N, 99° 00′ E | Mer de Kara             | |
| 76° 30′ N, 99° 00′ E | Russie                  | Krai de Krasnoïarsk Oblast d'Irkoutsk — à partir de 57° 44′ N, 99° 00′ E République de Touva — à partir de 53° 07′ N, 99° 00′ E République de Bouriatie — à partir de 52° 55′ N, 99° 00′ E |
| 52° 07′ N, 99° 00′ E | Mongolie                | |
| 42° 36′ N, 99° 00′ E | Chine                   | Mongolie Intérieure Gansu — à partir de 40° 47′ N, 99° 00′ E Qinghai — à partir de 38° 57′ N, 99° 00′ E Sichuan — à partir de 33° 05′ N, 99° 00′ E Tibet — à partir de 30° 09′ N, 99° 00′ E Sichuan — sur environ 9 km à partir de 29° 47′ N, 99° 00′ E Tibet — à partir de 29° 38′ N, 99° 00′ E Yunnan — sur environ 12 km à partir de 29° 12′ N, 99° 00′ E Tibet — sur environ 7 km à partir de 29° 06′ N, 99° 00′ E Yunnan — à partir de 29° 01′ N, 99° 00′ E |
| 23° 10′ N, 99° 00′ E | Birmanie (Burma)        | |
| 19° 46′ N, 99° 00′ E | Thaïlande               | Passe par Chiang Mai à environ 18°48'N |
| 14° 01′ N, 99° 00′ E | Birmanie (Burma)        | |
| 10° 50′ N, 99° 00′ E | Thaïlande               | |
| 7° 53′ N, 99° 00′ E  | Détroit de Malacca      | Passe juste à l'ouest de l'Île Ko Lanta Yai (en), Thaïlande (à 7° 38′ N, 99° 01′ E) Passe juste à l'ouest du Ko Rawi, Thaïlande (à 6° 32′ N, 99° 10′ E) |
| 3° 39′ N, 99° 00′ E  | Indonésie               | Île de Sumatra |
| 0° 49′ N, 99° 00′ E  | Océan indien            | Passe juste à l'est des îles Batu, Indonésie (à 0° 06′ N, 98° 51′ E) |
| 1° 10′ S, 99° 00′ E  | Indonésie               | Île de Siberut |
| 1° 46′ S, 99° 00′ E  | Océan indien            | |
| 60° 00′ S, 99° 00′ E | Océan Austral           | |
| 65° 47′ S, 99° 00′ E | Antarctique             | Territoire antarctique australien, Territoires revendiqués par l' Australie |